# Cicurina platypus
Espèce
Cicurina platypus est une espèce d'araignées aranéomorphes de la famille des Cicurinidae.

## Distribution
Cette espèce est endémique du Texas aux États-Unis,. Elle se rencontre dans le comté de Bexar dans les grottes Platypus Pit et MARS Pit.

## Description
La femelle holotype mesure 6,25 mm et la femelle paratype 6,2 mm. Cette araignée est anophtalme.
La femelle décrite par Paquin et Dupérré en 2009 mesure 5,67 mm.

## Systématique et taxinomie
Cette espèce a été décrite par Cokendolpher en 2004.

## Étymologie
Son nom d'espèce lui a été donné en référence au lieu de sa découverte, Platypus Pit.

## Publication originale
- Cokendolpher, 2004 : « Cicurina spiders from caves in Bexar County, Texas (Araneae: Dictynidae). » Texas Memorial Museum Speleological Monograph, no 6, p. 13-58.